# Gabrielle de Lioncourt
Gabrielle de Lioncourt es un personaje de ficción que aparece en Crónicas vampíricas, una serie de novelas de la escritora Anne Rice. Hace su aparición en el segundo libro, Lestat el vampiro. Es la madre de Lestat y el primer vampiro que este crea. Es una mujer madura de cabello rubio como su hijo y ojos azul cobalto con rasgos finos y felinos, que como Lestat los describe «la hacen parecer una niña».

## Biografía ficticia
Gabrielle procedía de una próspera familia italiana, y es por esto que fue educada. Viajó y vivió en muchas ciudades europeas hasta que se casó cuando era joven con el padre de Lestat, el Marqués d'Auvergne. Gabrielle tuvo ocho hijos, pero solo sobrevivieron tres. De estos hijos el más joven (Lestat) se convirtió en su favorito. Ella y Lestat compartieron un vínculo especial: ambos se consideraban atrapados en un lugar que odiaban y luchaban continuamente por escapar.
Para los demás, Gabrielle era una mujer fría y despreocupada. Era la única persona culta de su familia y leía libros todos los días, aunque carecía de la paciencia para enseñar a sus hijos a leer o escribir nada. Con el paso de los años se vio obligada a vender algunas de las joyas heredadas de su abuela italiana para ayudar a Lestat, la única persona a la que quería y por la que se preocupaba. Vivía la vida a través de él; él era su parte masculina. La salud de Gabrielle comenzó a resentirse debido a los duros inviernos y sus numerosos partos. Finalmente contrajo una tuberculosis.
Ayudó a Lestat a viajar a París en compañía de su novio Nicolas de Lenfent dándole un anillo para que lo vendiera y aconsejándole que acompañar al carruaje del correo postal. Al llegar a París Lestat se convirtió en un actor y fue mucho más feliz que en su hogar. Estaba agradecido a su madre y la quería por todo lo que había hecho por él así que le envió cartas para contarle su vida en París. Ella lo animó a que continuara actuando, lo que le proporcionó fuerza e impulso para seguir adelante. Ella le ocultó su salud declinante para no preocuparle.
Lestat fue convertido en vampiro por Magnus, el alquimista, y heredó la casi inagotable riqueza del vampiro después de que este se suicidara arrojándose a una hoguera. Con su nueva riqueza ayudó a sus amigos. Para ocultar la verdad a Gabrielle Lestat le contó que se había ido a las Bahamas, casándose con una mujer con una vasta riqueza. Intrigada y desconfiada, Gabrielle viajó a París para ver a su hijo antes de morir. Lestat acudió a verla a la segunda noche e intentó ocultarle la verdad de su nuevo estado, pero ella enseguida descubrió que había cambiado y se había convertido en vampiro. Cuando Gabrielle comenzó a morirse ante sus ojos, Lestat, movido por la desesperación, la convirtió en una vampira.
En cierto sentido Lestat era ahora el creador, padre y maestro de Gabrielle. Lestat la llevó a la torre de Magnus donde vivieron felizmente durante meses. Sin embargo las cosas cambiaron cuando Lestat se enfrentó al culto satánico de los vampiros de París dirigido por Armand y lo derrotó. En el proceso liberó a su amigo Nicolas, que había sido secuestrado por los vampiros del culto y enloquecido y también lo convirtió en un vampiro. Después de dejar a los vampiros de París organizados en torno a un teatro, Lestat y Gabrielle comenzaron a viajar por el mundo, pero Gabrielle comenzó a distanciarse emocionalmente de su hijo. Finalmente se separaron en Egipto, justo después de la Revolución francesa. Gabrielle se adentró en las profundas selvas africanas y Lestat continuó viajando por su cuenta.
Gabrielle continuó explorando el mundo durante los siguientes doscientos años. No reapareció hasta 1985 - en el libro La reina de los condenados- para ayudar a su hijo contra la vampira Akasha y ayudar a salvar el mundo. Durante este período desarrolló una ligera relación con Marius pero finalmente se cansó y volvió a desaparecer de nuevo. Gabrielle reapareció de nuevo durante los sucesos de El vampiro Armand, mientras Lestat se encontraba en un sueño catatónico.

## Otras Representaciones
En el musical del año 2006 Lestat, el musical, Gabrielle fue interpretada por Carolee Carmello, que fue nominada a un premio Tony a la mejor interpretación femenina en un musical por su papel.

## Personajes relacionados
- Lestat de Lioncourt
- Nicolas de Lenfent

## Apariciones en
- Lestat el vampiro
- La reina de los condenados[2]
- El vampiro Armand[3]